# Oreogrammitis subfasciata
Oreogrammitis subfasciata är en stensöteväxtart som först beskrevs av Eduard Rosenstock, och fick sitt nu gällande namn av Barbara S. Parris. Oreogrammitis subfasciata ingår i släktet Oreogrammitis och familjen Polypodiaceae. Inga underarter finns listade.